# Danser à Lughnasa

Danser à la Lughnasa (Dancing at Lughnasa) est une pièce de théâtre écrite en 1990 par le dramaturge irlandais Brian Friel et traduite en français par Alain Delahaye. Elle se passe en Irlande, dans le Comté de Donegal, en août 1936, dans la ville fictive de Ballybeg. Le narrateur, Michael Evans, se souvient d'un été passé dans la maison de ses tantes quand il avait sept ans.
La pièce a été jouée à Paris, au Théâtre de l'Atelier, de septembre à novembre 2015. Mise en scène de Didier Long, avec Lena Breban, Lou de Lâage, Philippe Nahon, Lola Naymark, Claire Nebout, Florence Thomassin, Bruno Wolkowitch et Alexandre Zambeaux.

## Argument
Les cinq sœurs Mundy (Kate, Maggie, Agnes, Rosie, et Christina), habitent dans un grand cottage en dehors de la ville, aucune n'est mariée. Kate, la plus âgée, est institutrice et est la seule à avoir un travail bien payé. Agnès et Rose tricotent des gants qui sont vendus en ville, rapportant ainsi un peu plus d'argent à la famille. Elles aident aussi Maggie à faire les tâches ménagères. 
Maggie et Christina (la mère de Michael) n'ont aucun revenu. Habite aussi avec elles l'oncle Jack, qui vient de rentrer au pays après avoir été prêtre missionnaire pendant 25 ans en Ouganda dans une léproserie. Il est atteint de paludisme et perd la mémoire, ayant notamment du mal à se souvenir des noms des sœurs et oubliant des mots. Gerry, le père de Michael, est un homme charmant mais frivole, clown et vagabond. Il leur rend rarement visite et arrive toujours sans prévenir. Il a déjà une femme et des enfants au Pays de Galles, ce qui ne l'empêche pas de demander Christina en mariage. Cette fois-ci il vient lui annoncer qu'il va s'engager dans les Brigades internationales pour se battre dans la guerre civile espagnole.

## Adaptation
Le film Les Moissons d'Irlande de Pat O'Connor sorti en 1998 est inspiré de la pièce.